# Willy Bernard
 (mars 2012).
Si vous disposez d'ouvrages ou d'articles de référence ou si vous connaissez des sites web de qualité traitant du thème abordé ici, merci de compléter l'article en donnant les références utiles à sa vérifiabilité et en les liant à la section « Notes et références ».
Willy Bernard (né au Mans le 7 mai 1978) est un créateur et dirigeant d'entreprises, également dirigeant de club de football de 2006 à 2011.

## Biographie
De père ouvrier chez Renault, et de mère caissière chez Carrefour, Willy Bernard, l'aîné d'une fratrie de quatre enfants a grandi dans le quartier des Sablons, une ZRU du Mans. 
À la suite d'un BTS en alternance, qu'il arrête en deuxième année et une expérience de commercial chez un fabricant de fenêtres PV, il crée à 20 ans avec deux associés une entreprise dans les fenêtres nommé AB Fenêtres. En 2004, il tente, en vain, de monter une enseigne d’ameublement censée concurrencer Ikéa, nommé Idéo.
Il devient par la suite PDG de la holding Next Generation, spécialisée dans les énergies durables en France et en Californie.

## Football
En 2006, il acquiert pour 700 000 € le club de football d’Angers SCO. Il devient alors le plus jeune président d’un club professionnel français. Alors en National, le club se stabilise en seconde division. 

## Affaires judiciaires
Placé en garde à vue le 7 février 2011, il est soupçonné d'abus de biens sociaux dans la gestion d'Angers SCO,. 
Le 1er juin 2011, Willy Bernard est condamné à 2 ans de prison avec sursis, 200 000 euros d'amende et 5 ans d'interdiction de gérer une entreprise pour divers délits financiers notamment dans la gestion du club d'Angers et dans la cession de la société AB Fenêtres où Willy Bernard a omis de déclarer une plus value de 748 000 euros au fisc. Ce jugement est confirmé en appel le 31 janvier 2012.